# Модель ідеального світу
Модель ідеального світу — це комплексна математична модель, яка використовується для вивчення феномену у концепції сталого розвитку. Перше була представлена (Сандерсон 1994). Дана модель дозволяє економістам, політичним аналітикам і екологам вивчати взаємодію між економічним, демографічним та антропогенним сектором в ідеальному світі, результати якої можна використати в реальному світі.

## Вступ
Модель ідеального світу являться компактною моделлю. В загальному, тут є тільки чотири неперервні змінні стану, по одній для економічного і демографічного секторів і дві для антропогенного сектору. Це робить цю модель більш компактною і піддатливою для аналізу більшої та заплутаніших моделей як, наприклад, World3. Тому її часто використовують як початкову тестову платформу для нових методів в області політичного аналізу (Lempert, et al., 2003).

## Основні рівняння
Позначимо ці чотири змінні стану як:  {\displaystyle x(t)} — виробництво на душу населення, {\displaystyle y(t)} — народжуваність, {\displaystyle z(t)} — запас природних ресурсів, {\displaystyle p(t)} — забруднення, яке спричинює одна особа. Нехай {\displaystyle x,y\in [0,\infty )} і {\displaystyle z,p\in [0,1]}, тоді, використовуючи наступні рекурентні співвдношення, отримаємо зміни даних змінних в дискретному часі.
{\displaystyle {\begin{aligned}\qquad x(t+1)&=x(t)\left[1+b{\Big (}y(t),z(t){\Big )}-d{\Big (}y(t),z(t){\Big )}\right],\\\qquad y(t+1)&=y(t)\left(1+\gamma -(\gamma +\eta ){\Big [}1-z(t){\Big ]}^{\lambda }\right),\\\qquad z(t+1)&={\frac {g{\Big (}x(t),y(t),z(t),p(t){\Big )}}{1+g{\Big (}x(t),y(t),z(t),p(t){\Big )}}},\\\qquad p(t+1)&=p(t)(1-\chi ),\\\ &\ \\\!\!\!{\text{де,}}\qquad &\ \\\ &\ \\\qquad b(y,z)&=\beta _{0}\left[\beta _{1}-\left({\frac {e^{\beta y}}{1+e^{\beta y}}}\right)\right],\\\qquad d(y,z)&=\alpha _{0}\left[\alpha _{1}-\left({\frac {e^{\alpha y}}{1+e^{\alpha y}}}\right)\right]\qquad \left[1+\alpha _{2}(1-z)^{\theta }\right],\\\qquad g(x,y,z,p)&={\frac {z}{1-z}}\,e^{\,\delta z^{\rho }-\omega f(x,y,p)},\ {\text{і}}\\\qquad f(x,y,p)&=xyp.\end{aligned}}}
В загальному, дані рівняння залежать від 15 змінних
| Сектор       | Параметр |
| ------------ | --- |
| Економіка    | {\displaystyle \ \gamma ,\ \eta ,\ \lambda }                                                                   |
| Демографія   | {\displaystyle \ \chi ,\ \delta ,\ \rho ,\ \omega }                                                            |
| Антропогенія | {\displaystyle \ \alpha ,\ \alpha _{0},\ \alpha _{1},\ \alpha _{2},\ \beta ,\beta _{0},\ \beta _{1},\ \theta } |

{\displaystyle b(y,z)} і {\displaystyle y(z)} позначають народжуваність і смертність відповідно, форма {\displaystyle f(x,y,p)} випливає з гіпотези I = PAT.

## Поведінка системи
Використовуючи техніку сценарного аналізу, Сандерсон у 1994 році припустив можливих два майбутніх сценаріїв для ідеального світу. Перший, названий Мрія, описує можливість стійкого безкінечного розвитку, а другий, Хоррор — руйнування навколишнього середовища і вимирання населення, тобто відбудеться кінець світу. Подальша праця (Когрінг, 2006) показує, що параметри можуть бути поділені на дві секції: ті, що приводять до сценарію Мрія та ті, що призводять до Хоррору. Також, рівняння ідеального світу показують і теорію хаосу  (Gröller, et al., 1996, Wegenkittl, et al., 1997, Leeves and Herbert, 1998).

## Уникнення колапсу
В базовій моделі уникнення поганого сценарію є неможливим, тому необхідно змінити саму модель. Були вивчені такі дві зміни: зниження рівня забруднення та уникнення забруднення.

### Зниження рівня забруднення
Послаблення ефекту забруднення призводять до необхідності знаходження ресурсів для очищення середовища (Sanderson, 1994). Це збільшує значення {\displaystyle y}, яке входить в рівняння народження {\displaystyle b} та смертності {\displaystyle d}:
{\displaystyle {\begin{aligned}y^{\prime }=y-\phi (1-z)^{\mu }y\end{aligned}}}
Еволюція в часі {\displaystyle y(t)} не впливає на рівняння, оскільки товари і послуги, необхідні для зменшення забруднення мають бути включені в загальне виробництво. Вплив на зміни навколишнього середовища виражається зміною {\displaystyle f}:
{\displaystyle {\begin{aligned}f(x,y,p)=xyp-\kappa {\frac {e^{\epsilon \phi (1-z)^{\mu }yx}}{1+e^{\epsilon \phi (1-z)^{\mu }yx}}}\end{aligned}}}
Ці зміни призводять до вводу нових параметрів в модель:
| Сектор           | Параметри                                |
| ---------------- | ---------------------------------------- |
| Політичні важелі | {\displaystyle \ \phi ,\ \mu ,\ \kappa } |

Врегулювання за допомогою цих важелів допоможуть очистити середовище і уникнути сценарію Хоррор. Проте, даний засіб є тимчасовим, після стійкого зростання протягом короткого часу, система знову руйнується і потребує відновлення. Цей цикл може тривати вічність. 

### Уникнення забруднення
Частка продукції, необхідна для очищення середовища, з часом зростає настільки, що саме виробництво стає невигідним. Це моделюється за допомогою так званого податку на забруднення (Herbert and Leeves, 1998, Lempert, et al., 2003):
{\displaystyle {\begin{aligned}y(t+1)&=y(t)\left(1+\gamma -\left(\gamma +\eta \right){\Big [}1-z(t){\Big ]}^{\lambda }-\gamma _{0}\,{\frac {\tau }{1-\tau }}\right),\\p(t+1)&=p(t)\left(1-\chi -\chi _{0}{\frac {\tau }{1+\tau }}\right).\\\end{aligned}}}
Новими параметрами в цій моделі є:
| Сектор           | Параметр                                          |
| ---------------- | ------------------------------------------------- |
| Політичні важелі | {\displaystyle \ \gamma _{0},\ \chi _{0},\ \tau } |

З цими змінами, при підвищенні податку {\displaystyle \tau }, система ніколи не руйнуватиметься. Даний параметр не залежить від інших, тому його можна завжди збільшувати, що призводитиме до нескінченного стійкого зростання (Kohring, 2006).

## Варіації

### Функція продукції
Замість простого рівняння економічного росту {\displaystyle y(t)}, деякі дослідники використовують виробничу функцію Коба-Дугласа.

### Кілька країн
Стандартно в моделі ідеального світу розглядається одна сутність. (Herbert et al., 2005) розширив цю модель до моделі з багатьма країнами. Це дозволяює розглядати зв'язки між сутностями, наприклад, торгівлю.